# Carlos Machado (Tischtennisspieler)
Carlos Machado (* 18. Juni 1980 in Priego de Córdoba) ist ein spanischer Tischtennisspieler.

## Werdegang
1995 trat der Spanier erstmals auf, damals erreichte er die zweite Runde bei den Jugend-Europameisterschaften. Weitere Auftritte folgten erst 1999, da der spanische Verband ihn vorher bei weiteren Turnieren nicht zuließ. So nahm er an der Weltmeisterschaft in Eindhoven teil, wo er jedoch im Einzel und Doppel vorzeitig scheiterte. Jedoch konnte er im Mixed immerhin die dritte Runde erreichen. Im Jahr 2000 nahm er an der Europameisterschaft für Männer teil, wo Machado das Achtelfinale im Doppel mit He Zhiwen erreichte. Auch bei der Weltmeisterschaft spielte er mit, mit dem Team kam er auf Platz 21.
2001 fiel er in der Weltrangliste zwanzig Plätze zurück, da er nur wenig aktiv war. Allerdings konnte er im Doppel bei der WM mit He Zhiwen das Achtelfinale erreichen. Im Einzel und Mixed nahm er auch teil, musste sich jedoch in den ersten Runden geschlagen geben. Bis 2005 konnte er an keiner Europameisterschaft teilnehmen, da er wegen Dopingverdacht disqualifiziert wurde. Ab 2005 nahm er dann wieder häufiger an internationalen Turnieren teil und konnte mit He Zhiwen sowohl bei der WM als auch EM das Achtelfinale erreichen. Im Einzel musste er sich wieder früh geschlagen geben.
Im Jahr 2006 erreichte er mit dem spanischen Team die bisher schlechteste Position bei einer WM, nämlich das Ausscheiden in einer Gruppe mit dem letzten (vierten) Platz. 2007 erreichte er, wie schon 2005 und 2000 mit He Zhiwen das Achtelfinale bei einer EM, der Spanier musste sich im Einzel bereits in der zweiten Runde verabschieden. Bei der Qualifikation für die Olympischen Spiele verpasste er knapp das Ticket für die Olympischen Spiele 2008 in Peking und durfte somit nicht teilnehmen.
2008 kam Machado bei der EM unter die letzten 64 im Einzel, bei der WM sowie bei den China und Spanish Open verlor er früh. 2009 erreichte er bei der EM sein bestes Ergebnis, nämlich das Erreichen der dritten Runde im Einzel.
2010 folgten weitere Teilnahmen an Turnieren, nämlich der EM, der WM und den Spanish Open, wo Machado vorzeitig in der zweiten Runde ausschied. 2011 konnte er mit dem Gewinn der Bulgarian Open und dem Qualifikationsturnier sich für die Olympischen Spiele 2012 in London qualifizieren, dort spielte er ab der ersten Runde mit und scheiterte in der zweiten.
2013 konnte er zusammen mit He Zhiwen die Bronzemedaille bei der EM gewinnen, seine beste Position im Doppel bei einer EM.
2014 folgte das Erreichen des Viertelfinales bei der WM mit dem Team, die beste Platzierung einer spanischen Mannschaft seit 1959. 2015 folgten einige der letzten Auftritte, er konnte jedoch bei den Spanish Open Gold im Doppel mit He Zhiwen gewinnen, bei den Europaspielen erreichte er immerhin das Achtelfinale.
Ab 2017 beendete er seine Karriere.

## Turnierergebnisse
| Verband | Veranstaltung              | Jahr | Ort            | Land | Einzel     | Doppel    | Mixed      | Team |
| ------- | -------------------------- | ---- | -------------- | ---- | ---------- | --------- | ---------- | ---- |
| ESP     | Olympische Spiele          | 2012 | London         | ENG  | letzte 64  |           |            |      |
| ESP     | Europaspiele               | 2015 | Baku           | ASE  | letzte 48  |           |            |      |
| ESP     | Weltmeisterschaft          | 1999 | Eindhoven      | NED  | Qual.      |           | letzte 64  |      |
| ESP     | Weltmeisterschaft          | 2000 | Kuala Lumpur   | MAS  |            |           |            | 21.  |
| ESP     | Weltmeisterschaft          | 2001 | Osaka          | JPN  | letzte 128 | letzte 32 | letzte 128 | 24.  |
| ESP     | Weltmeisterschaft          | 2003 | Paris          | FRA  | letzte 128 | letzte 64 | Qual.      |      |
| ESP     | Weltmeisterschaft          | 2004 | Doha           | QAT  |            |           |            | 18.  |
| ESP     | Weltmeisterschaft          | 2005 | Shanghai       | CHN  | letzte 128 | letzte 32 | letzte 128 |      |
| ESP     | Weltmeisterschaft          | 2006 | Bremen         | GER  |            |           |            | 26.  |
| ESP     | Weltmeisterschaft          | 2008 | Guangzhou      | CHN  |            |           |            | 15.  |
| ESP     | Weltmeisterschaft          | 2009 | Yokohama       | JPN  | letzte 128 | letzte 32 | letzte 32  |      |
| ESP     | Weltmeisterschaft          | 2010 | Moskau         | RUS  |            |           |            | 15.  |
| ESP     | Weltmeisterschaft          | 2011 | Rotterdam      | NED  | letzte 64  | letzte 32 | letzte 32  |      |
| ESP     | Weltmeisterschaft          | 2012 | Dortmund       | GER  |            |           |            | 21.  |
| ESP     | Weltmeisterschaft          | 2013 | Paris          | FRA  | letzte 128 | letzte 32 | letzte 64  |      |
| ESP     | Weltmeisterschaft          | 2015 | Suzhou         | CHN  | letzte 128 | letzte 32 | letzte 32  |      |
| ESP     | Weltmeisterschaft          | 2016 | Kuala Lumpur   | MAS  |            |           |            | 29.  |
| ESP     | Weltmeisterschaft          | 2017 | Düsseldorf     | GER  | letzte 128 | letzte 64 |            |      |
| ESP     | Weltmeisterschaft          | 2018 | Halmstad       | SWE  |            |           |            | 33.  |
| ESP     | Weltmeisterschaft          | 2019 | Budapest       | HUN  | Qual.      | Qual.     |            |      |
| ESP     | World Tour                 | 2015 | Almeria        | ESP  |            | Gold      |            |      |
| ESP     | Jugend-Europameisterschaft | 1995 | Den Haag       | NED  | letzte 128 |           |            |      |
| ESP     | Europameisterschaft        | 2000 | Bremen         | GER  | Qual.      | letzte 16 | Qual.      | 21.  |
| ESP     | Europameisterschaft        | 2002 | Zagreb         | CRO  | letzte 64  | letzte 64 | letzte 32  | 17.  |
| ESP     | Europameisterschaft        | 2003 | Courmayeur     | FRA  | letzte 128 | letzte 32 | letzte 128 | 19.  |
| ESP     | Europameisterschaft        | 2005 | Aarhus         | DEN  | letzte 128 | letzte 16 | letzte 64  | 14.  |
| ESP     | Europameisterschaft        | 2007 | Belgrad        | SRB  | letzte 32  | letzte 16 | letzte 64  |      |
| ESP     | Europameisterschaft        | 2008 | St. Petersburg | RUS  | letzte 64  | letzte 16 |            | 19.  |
| ESP     | Europameisterschaft        | 2009 | Stuttgart      | GER  | letzte 32  | letzte 64 |            | 14.  |
| ESP     | Europameisterschaft        | 2010 | Ostrava        | CZE  |            |           |            | 14.  |
| ESP     | Europameisterschaft        | 2011 | Danzig         | POL  | letzte 64  | letzte 16 |            |      |
| ESP     | Europameisterschaft        | 2012 | Herning        | DEN  | letzte 32  | Qual.     |            |      |
| ESP     | Europameisterschaft        | 2013 | Schwechat      | AUT  | letzte 32  | Bronze    |            | 10.  |
| ESP     | Europameisterschaft        | 2014 | Lissabon       | POR  |            |           |            | 8.   |
| ESP     | Europameisterschaft        | 2015 | Jeketarinburg  | RUS  | Qual.      | letzte 16 |            | 14.  |
| ESP     | Europameisterschaft        | 2016 | Budapest       | HUN  | letzte 64  | letzte 32 |            |      |
| ESP     | Europameisterschaft        | 2017 | Luxemburg      | LUX  |            |           |            | 9.   |
| ESP     | Europameisterschaft        | 2019 | Nantes         | FRA  |            |           |            | 9.   |

## Material
Übersicht über das Material von Carlos Machado:
| Holz                   | Vorhand              | Rückhand             |
| ---------------------- | -------------------- | -------------------- |
| Butterfly Special Made | Butterfly Tenergy 64 | Butterfly Tenergy 64 |